# کشتی (مجموعه تلویزیونی)
کشتی (به اسپانیایی: El Barco) یک مجموعهٔ تلویزیونی اکشن، معمایی، درام و علمی-تخیلی اسپانیایی است که در سال ۲۰۱۱ منتشر شد.

## داستان
در اثر یک آزمایش کره زمین نابود شده و فقط چند کشتی باقی می‌مانند. در این بین اتفاقات دراماتیکی نیز در کشتی باقی مانده از زمین پیش می‌آید که به جذابیت داستان می‌افزاید. در اواسط فیلم از وجود آن‌ها خشکی باقی‌مانده روی کره آبی مطلع می‌شوند و در پی یافتن آن داستان‌ها به وجود می‌آید. گروهی از امنیت ملی آمریکا وارد کشتی می‌شوند و با یک مرکز در تماسند که گویا افراد دیگری نیز که از انجام آزمایش مطلع بوده‌اند باقی مانده‌اند و …

## بازیگران
| بازیگر        | نقش            |
| ------------- | -------------- |
| خوانخو آرترو  | ریکاردو مونترو |
| بلانکا سوآرس  | اینهوا مونترو  |
| ماریو کاساس   | آلسیس گارمندیا |
| ایرنه مونتالا | جولیا ویلسون   |